# Margate
Margate – miasto w Wielkiej Brytanii, w Anglii w hrabstwie Kent nad Morzem Północnym. W mieście mieszka 57 tys. osób. Z uwagi na popularność ośrodka wśród starszych osób, miasto nazywane jest „poczekalnią Pana Boga” (God’s waiting room). W mieście rozwinął się przemysł odzieżowy.

## Historia
Historia Margate jest nierozerwalnie związana z morzem. Pierwsze ślady osadnictwa na tym terenie pochodzą z epoki żelaza; szkielet z tamtych czasów spoczywa w miejscowym muzeum. W średniowieczu miasto było stowarzyszone z konfederacją pięciu portów (ang. Cinque Ports), powstałej za czasów Edwarda Wyznawcy i zrzeszającej Hastings, New Romney, Hythe, Dover oraz Sandwich. Zmierzch tej formacji nastąpił w XV wieku. Margate znajdowało się przez ten czas pod kontrolą Dover. W czasach nowożytnych miejscowość funkcjonowała jako niewielki port rybacki. Jej popularność jako ośrodka wypoczynkowego zaczyna się w połowie XVIII wieku, po publikacji Richarda Russela na temat dobroczynnego wpływu wód na gruczoły. Ośrodek popularny był w okresie wiktoriańskim, ze względu na bliskość Londynu.

## Margate F.C.
W 1896 w mieście został założony klub piłkarski Margate F.C. W latach 2001–2004 uczestniczył w rozgrywkach Conference National.

## Miasta partnerskie
- Jałta
- Idar-Oberstein